# ژوسلین دولوکور
ژوسلین دولوکور (فرانسوی: Jocelyn Delecour‎؛ زادهٔ ۲ ژانویه ۱۹۳۵) دونده سرعت اهل فرانسه بود.
وی در مسابقات کشوری و بین‌المللی در مجموع برندهٔ ۱ مدال طلا، ۱ مدال نقره، ۳ مدال برنز شده‌است.